# Pithecellobium decandrum
Pithecellobium decandrum là một loài rau đậu thuộc họ Fabaceae. Nó chỉ được tìm thấy ở Brasil.